# محمد علي مدرس الخيباني
محمد علي بن محمد طاهر بن نادر بن محمد طاهر التبريزي أو محمد علي مدرس خياباني أو محمد علي مدرس التبريزي كان مؤلفًا ومجتهدًا وعالمًا إيرانيًا. وُلد عام 1878 م في تبريز، بمحافظة أذربيجان الشرقية، في إيران، وتوفي في 5 نيسان 1954 م في تبريز، بمحافظة أذربيجان الشرقية، في إيران، ودُفن في مقبرة شيخان، بقم، في إيران.

## الحياة والتعليم
وُلِد ميرزا محمد علي مدرس الخياباني عام 1878 م في تبريز، بمحافظة أذربيجان الشرقية، في إيران. ذهب إلى المدرسة الطالبية في تبريز لدراسة أساسيات العلوم العربية ودراسة كتب الفقه والمبادئ والرياضيات. درس على أساتذة ذلك الوقت المشهورين. بعد ذلك، درس العلوم العقلية على ميرزا علي لنكراني. ودرس دورات الاجتهاد والمبادئ الإسلامية في مدرسة ميرزا أبو الحسن أنغجي. كما أمضى بعض الدورات في حوزة ميرزا صادق مجتهد التبريزي.
بعد الانتهاء من تعليمه، حصل المدرس التبريزي على إذن بالاجتهاد من الأساتذة في ذلك الوقت، مثل السيد محمد حجة الكوهكماري، وصدر الدين الصدر، ومحمد علي الشهابادي الطهراني، ومحمد حسين كاشف الغطاء، وميرزا عبد الحسين رشتي.
كما سمح له علماء مثل هبة الدين الشهرستاني، وآغا بزرك الطهراني، ومحسن الحكيم بإلقاء المحاضرات والتدريس.
وفي السنوات الأخيرة من حياته كان مدرس خياباني نشيطًا في جامعة الشهيد مطهري في طهران، وناقش وكتب وبحث هناك لمدة اثني عشر عامًا.
كما قام بتدريب العديد من الطلاب، ومن أشهرهم محمد خياباني ومهدي محقق وأحمد مهدوي دمغاني.  

## الوفاة
توفي محمد علي مدرس الخياباني في 5 نيسان 1954 م عن عمر يناهز 76 عامًا في تبريز، وبعد ذلك نُقل جثمانه إلى قم ودُفن في مقبرة شيخان.

## فهرس
ومن أهم أعماله:
- كفاية المحصلين في تبصرة أحكام الدين، باللغة العربية، في مجلدين، نُشر عام 1935م.[21][22][23][24][25][26][27]
- حياض الزلال في رياض المسائل، باللغة العربية، نُشر عام 1906م، وهو يتناول الفوائد المستخلصة من كتاب "رياض المسائل".[28][29]
- الدر الثمين أو ديوان المعصومين، باللغة العربية، أُعيد نشره عام 2005م، ويتضمن ديوانًا منسوبًا إلى المعصومين.[30][31][32][33]
- غاية المنَى في تحقيق الكُنى، باللغة العربية، نُشر عام 1913م، ويُعنى بألقاب الحيوانات وتعبيراتها.[34]
- التحفة المهدوية، باللغة العربية، نُشرت عام 1935م، وهي كتاب يتناول تاريخ الإسلام والإمامة.[35][36][37]
- ريحانة الأدب، باللغة الفارسية، في ثمانية مجلدات، نُشرت عام 1947م، تضم تراجم لأكثر من خمسة آلاف عالم وأديب.[38][39][40][41][42][43]
- فرهنگ نوبهار، باللغة الفارسية، معجم فارسي-فارسي في مجلدين، يحتوي على 19,443 كلمة، نُشر عام 1929م.[44][45][46]
- فرهنگ بهارستان، باللغة الفارسية، نُشر عام 1930م، ويضم مرادفات باللغة الفارسية.[47]
- فرهنگ نگارستان، باللغة الفارسية، في خمسة مجلدات، نُشر عام 1931م.[48][49]
- قاموس المعارف، باللغة الفارسية، موسوعة تحتوي على 45,000 مدخل في مجالات الدين، الفلسفة، اللاهوت، الرياضيات، والفلك، في سبعة مجلدات، نُشرت بين عامي 1911–1926م.[50][51][52][53][54][55]
- دستور زبان فارسی، باللغة الفارسية، نُشر كمقالة في مقدمة كتاب "قاموس المعارف"، وأُعيد نشره عام 2009م.[56][57][58][59][60]
- نثر اللآلي في شرح نظم اللآلي، باللغة الفارسية، نُشر عام 1944م، وهو شرح ديوان شعري يُدعى "نظم اللآلي".[61][62]
- أمثال وحكم التركية الأذربيجانية، باللغة الفارسية، أُعيد نشره عام 2015م، ويجمع أمثالاً وأحكاماً مأثورة من التراث التركي الأذربيجاني.[63][64][65][66]

## طالع أيضًا
- محمد تقي مدرس رضوي
- محمود أنصاري قمي

## روابط خارجية
- ريحانة الأدب : في تراجم المعرفة بالكنية أو اللقب، يا، كونان والقاب
- علماء الشيعة في العراق في القرن التاسع عشر: علماء النجف وكربلاء